# Ulugbek Rashitov
Ulugbek Rashitov (23 de março de 2002) é um taekwondista uzbeque, bicampeão olímpico.

## Carreira
Rashitov conquistou a medalha de ouro nos Jogos Olímpicos de Verão de 2020 em Tóquio, após confronto na final contra o britânico Bradly Sinden na categoria até 68 kg. Em 2019, ele ganhou a medalha de ouro na prova de até 58 kg masculino nos Jogos Mundiais Militares de 2019, realizados em Wuhan, na China.